# Xyliphius
Xyliphius — рід риб з підродини Aspredininae родини Широкоголові соми ряду сомоподібних. Має 7 видів.

## Опис
Загальна довжина представників цього роду коливається від 8 до 15 см. Голова широка й пласка. Очі звужені. Рот широкий. Міжщелепна кістка позбавлена зубів. Кінець морди загострено. Під нижньою губою є рядок м'ясистих сосочків. Є плавний перехід від голови до тулуба й від тулуба до хвоста. Тулуб подовжений. Шкіра позбавлена горбиків або ці горбики сильно сплощені. Спинний плавець має 4 м'яких променя та 1 жорсткий промінь. Анальний плавець має 7 м'яких променів.
Загальний фон коливається від сірого й коричневого до майже чорного з контрастними смугами на голові або хвостовому стеблі. Черево світліше, зазвичай сіре. У низки видів плавці темніше за загальне забарвлення.

## Спосіб життя
Біологія вивчена недостатньо. Зустрічаються на глибині. Воліють до прісних водойм. Активні у присмерку або вночі. Вдень ховаються біля дна. Живляться водними безхребетними.

## Розповсюдження
Мешкають в басейні річок Амазонка, Оріноко, Магдалена, Парана, Парагвай і озері Маракайбо — переважно в межах Колумбії, Венесуели, Еквадору, Бразилії та північної Аргентини.

## Види
- Xyliphius anachoretes
- Xyliphius barbatus
- Xyliphius kryptos
- Xyliphius lepturus
- Xyliphius lombarderoi
- Xyliphius magdalenae
- Xyliphius melanopterus